# Lee Chae-won
Lee Chae-won (koreanska: 이채원), född den 7 april 1981 i Gangwon, är en sydkoreansk längdåkare. Lee har tävlat internationellt sedan 1999 och har deltagit i sex olympiska spel.
Lee började med längdskidåkning som 14-åring, hon hade tidigare ägnat sig åt friidrott. 1996 vann hon sitt första nationella mästerskapsguld, den första av totalt 70 guldmedaljer hon tagit vid de koreanska mästerskapen. Hon debuterade i världscupen 2001 i Kuopio, där hon slutade på 89:e plats på 10 kilometer. Lee deltog i de olympiska vinterspelen 2002 i Salt Lake City där hennes bästa placering var en 46:e plats på 15 kilometer.
Vid olympiska vinterspelen 2006 kom hon på en 57:e plats i skiathlon, en 62:a plats på 10 kilometer och en 64:e plats i sprinten. I Vancouver 2010 var Lees bästa placering en 53:e plats på 10 kilometer. Vid asiatiska vinterspelen 2011 tog hon den första guldmedaljen en koreansk skidåkare tagit i asiatiska spelens historia. Efter att ha kommit på en 47:e plats i skiathlon vid VM i Oslo 2011 avslutade Lee längdåkningskarriären efter att hennes dotter fötts 2012, men återvände till sporten 2013.
Hon deltog i olympiska vinterspelen 2014 i Sotji där hennes bästa placering var en 32:a plats på 30 kilometer. I februari 2017 kom Lee på en 12:e plats vid en världscuptävling i Pyeongchang, vilket var den bästa placering en sydkoreansk skidåkare tagit i en världscuptävling. Senare samma månad vid asiatiska vinterspelen 2017 i Sapporo tog hon två individuella silvermedaljer på distanserna 10 och 15 kilometer samt en bronsmedalj i stafetten.